# Carabaña
Carabaña település Spanyolországban, Madrid tartományban. Carabaña Valdilecha, Villar del Olmo, Orusco de Tajuña, Almoguera, Valdaracete, Villarejo de Salvanés és Tielmes községekkel határos. Lakosainak száma 2352 fő (2024).

## Népesség
A település népessége az utóbbi években az alábbiak szerint változott:
| Lakosok száma | 1180 | 1407 | 1691 | 1910 | 2052 | 1978 | 1940 | 2010 | 2210 | 2352 |
|               | 2001 | 2004 | 2007 | 2009 | 2012 | 2014 | 2017 | 2019 | 2022 | 2024 |